# Hoplophoropyga simplex
Hoplophoropyga simplex är en kackerlacksart som beskrevs av Karlis Princis 1963. Hoplophoropyga simplex ingår i släktet Hoplophoropyga och familjen småkackerlackor. Inga underarter finns listade i Catalogue of Life.